# Śmierć Edgara Allana Poego

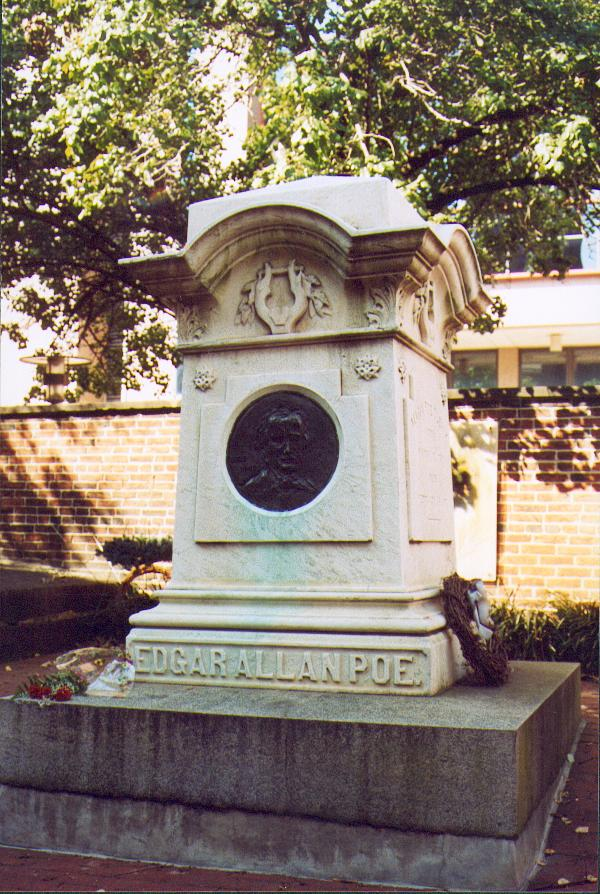
Grób Edgara Allana Poego

Okoliczności prowadzące do śmierci amerykańskiego pisarza romantycznego, Edgara Allana Poego, podobnie jak bezpośrednia przyczyna zgonu, nie zostały jednoznacznie wyjaśnione. 3 października 1849 na ulicy w Baltimore majaczący Poe został znaleziony w stanie wykluczającym jakikolwiek kontakt. Pisarza zabrano do Washington College Hospital, gdzie zmarł 7 października o godzinie piątej nad ranem.
Większość informacji o ostatnich dniach życia Poego przekazał jego lekarz, dr John Joseph Moran, jednak wiarygodność tego świadectwa jest podawana w wątpliwość. Pogrzeb był skromny. Ciało zostało pochowane w kwaterze na tyłach cmentarza Westminster Hall and Burying Ground, a w 1875 przeniesione do większego grobu. Jest jednak kwestią sporną, czy w grobie tym, będącym także miejscem spoczynku żony Poego, Virginii i jego teściowej Marii, rzeczywiście pochowano ciało pisarza. Chcąc ustalić przyczynę śmierci, brano pod uwagę rozmaite hipotezy: samobójstwo, morderstwo, cholerę, wściekliznę i kiłę. Przypuszczano również, że Poe mógł stać się ofiarą ówczesnej przestępczej praktyki wyborczej, tzw. coopingu. Kwestionowano dowody na to, że do śmierci pisarza przyczynił się alkohol.
Po śmierci Poego jego rywal, poeta i krytyk Rufus Wilmot Griswold, pożegnał go oszczerczym nekrologiem, a później opublikował obszerny artykuł biograficzny, opisując pisarza jako zdeprawowanego pijaka i otumanionego narkotykami szaleńca. Uważa się, że wiele z przytoczonych przez niego faktów zostało sfabrykowanych. Chociaż przyjaciele Poego zakwestionowali owe twierdzenia, miały one trwały wpływ na opinię o pisarzu.

## Chronologia wydarzeń
27 września 1849 Poe opuścił Richmond, udając się w drogę do Nowego Jorku. Nie ma żadnych wiarygodnych źródeł wskazujących, gdzie przebywał do 3 października, kiedy to został znaleziony w delirium przez drukarza Josepha W. Walkera na ulicy w Baltimore obok Ryan's Tavern (czasem nazywanej także Gunner's Hall). Walker wysłał następujący list z prośbą o pomoc do znajomego Poego, dr. Josepha E. Snodgrassa:

Drogi Panie! Przy Ryan's Tavern odnalazł się pewien gentleman, raczej w bardzo złym stanie zdrowia, który podaje się za Edgara A. Poego i jest zapewne w wielkiej niedoli. Twierdzi on, że Pana zna. Ja ze swej strony zapewniam, że wymaga on natychmiastowej pomocy. Z wyrazami szacunku Jos. W. Walker.

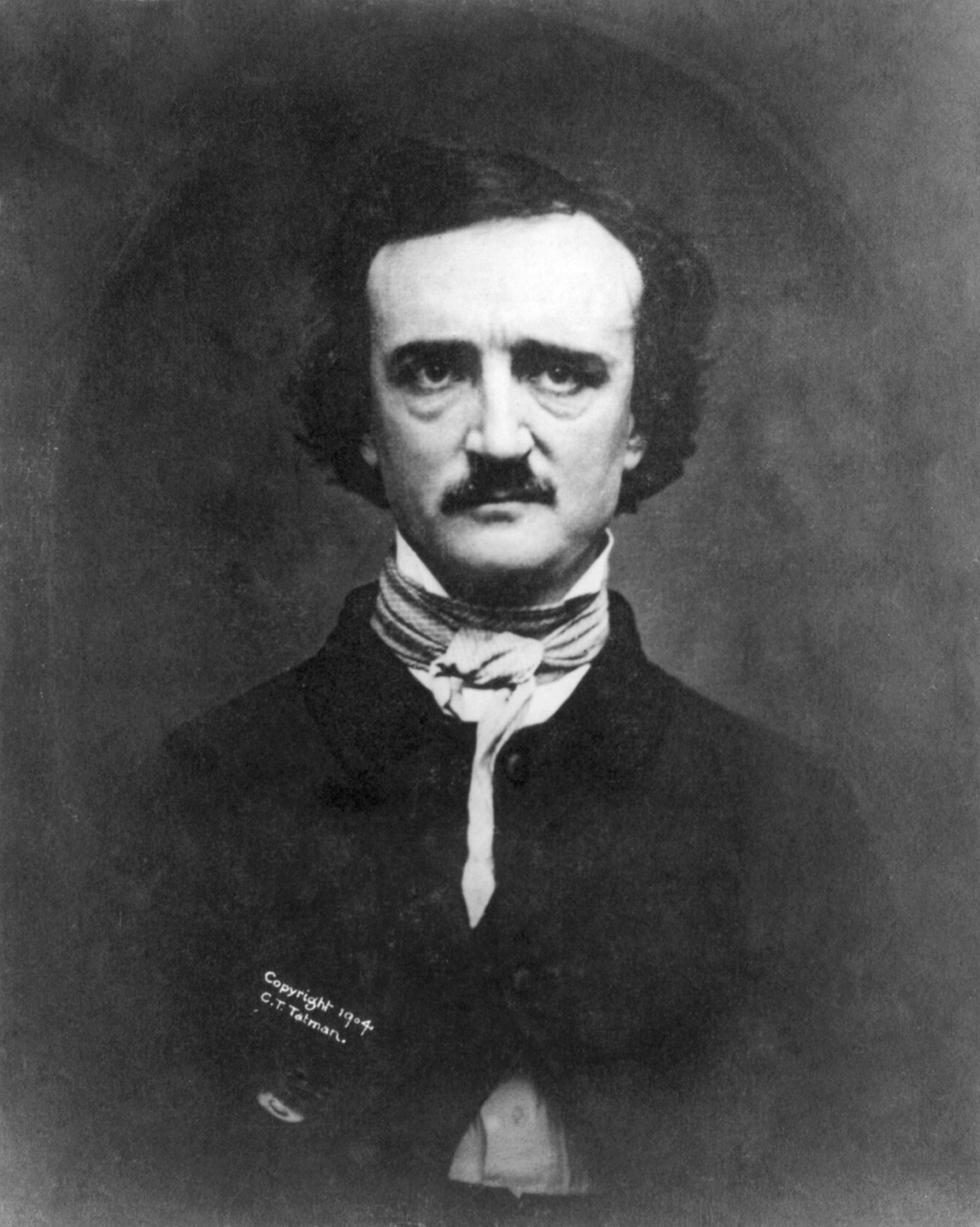
Dagerotyp Edgara Allana Poego wykonany na rok przed śmiercią pisarza

Snodgrass twierdził później, że Walker zaznaczył, jakoby Poe był „w stanie silnego odurzenia alkoholem”, ale oryginał listu temu zaprzecza.
Zgodnie z relacją dr. Snodgrassa Poe wyglądał „odrażająco”. Lekarz wspomina zmierzwione włosy, wymizerowaną i nieumytą twarz oraz „oczy pozbawione wyrazu”. Ubranie pisarza było znoszone i niedopasowane. Miał brudną koszulę bez kamizelki i niewypolerowane buty. Dr John Joseph Moran, lekarz prowadzący, zdał szczegółową relację z wyglądu pacjenta tego dnia: „Miał na sobie poplamiony, wyblakły i stary płaszcz z bombazyny, podobnie wyglądające spodnie, parę znoszonych butów oraz stary słomkowy kapelusz”. Poe nie potrafił wyjaśnić, jak znalazł się w takim stanie. Uważa się, że poszczególne części garderoby, które miał na sobie, nie należały do niego, zwłaszcza że nie zwykł chodzić niedbale ubrany.
Moran opiekował się Poem w Washington College Hospital na Broadwayu. Wizyty bliskich nie były dozwolone, a sam pisarz znajdował się w pokoju przypominającym celę więzienną z zakratowanymi oknami, w części budynku przeznaczonej dla pijanych pacjentów. Podobno w noc przed śmiercią Poe wykrzykiwał nazwisko Reynolds. Osoba ta nie została zidentyfikowana. Możliwe, że przypomniał sobie spotkanie z Jeremiahem N. Reynoldsem, redaktorem oraz odkrywcą, którego zapiski były dla niego inspiracją przy pisaniu powieści Przygody Artura Gordona Pyma. Możliwe również, że chodziło o Henry'ego R. Reynoldsa, jednego z sędziów z okręgu wyborczego przy Ryan's Tavern, którego Poe mógł spotkać w dniu wyborów. Mógł też krzyczeć „Herring”, przywołując w ten sposób wujka z Baltimore, Henry'ego Herringa. W późniejszych zeznaniach Moran unikał odniesień do Reynoldsa, a wspominał o wizycie u „panien Herring”. Utrzymywał także, iż próbował pocieszać Poego, gdy ten budził się kilka razy. Kiedy Moran zapowiedział swojemu pacjentowi, że wkrótce spotka się z przyjaciółmi, Poe rzekomo odrzekł, iż „najlepsze co przyjaciel mógłby dla niego zrobić, to strzelić mu z pistoletu w łeb”.
W stanie wielkiej udręki pisarz wspominał o swojej żonie. Mógł mieć halucynacje, myśląc, że Virginia nadal żyje. Możliwe, że mówił także o Sarze Elmirze Royster, której wcześniej się oświadczył. Nie potrafił wyjaśnić, gdzie jest jego kufer, który, jak się okazało, leżał za Swan Tavern w Richmond. Moran relacjonował, że ostatnie słowa Poego, 7 października 1849, brzmiały: „Boże, dopomóż mojej biednej duszy”.

## Wiarygodność Morana
Ponieważ nikt nie odwiedzał Poego, Moran był prawdopodobnie jedyną osobą, która widziała pisarza w ostatnich dniach przed śmiercią. Mimo to jego prawdomówność była wielokrotnie kwestionowana. Postrzegano go nawet jako osobę całkowicie niewiarygodną. W miarę upływu czasu Moran zmieniał szczegóły swojej relacji, twierdząc (np. w 1875 i ponownie w 1885), że skontaktował się niezwłocznie z ciotką i zarazem teściową Poego, Marią Clemm, informując ją o śmierci pisarza. W rzeczywistości napisał do niej dopiero na jej prośbę, 9 listopada, czyli prawie miesiąc po zdarzeniu. Utrzymywał także, iż Poe tuż przed zgonem wypowiedział zdania: „Zewsząd otaczają mnie łukowate sklepienia niebios. Bóg wyraźnie zapisał swój wyrok na czole każdej ludzkiej istoty, a demony wcielają się, by zionąć wrzącymi falami czarnej rozpaczy”. Redaktor New York Herald, który opublikował wersję Morana, oświadczył: „Trudno sobie wyobrazić, by Poe, nawet w delirium, mógł powiedzieć coś takiego”. Biograf pisarza, William Bittner, tłumaczy przekaz Morana ówczesną konwencją, która nakazywała przypisywać konającym pobożne słowa, by w ten sposób pocieszyć żałobników.
Relacje Morana różnią się nawet co do dat. W różnych okresach twierdził, że Poe został przywieziony do szpitala 3 października po siedemnastej, 6 października o dziewiątej rano, a nawet 7 października (w dniu śmierci) „o godzinie 10 po południu”. Za każdym razem utrzymywał, iż na potwierdzenie prawdziwości swoich słów może okazać kartę leczenia. Poszukiwania szpitalnych dokumentów, w szczególności aktu zgonu, które prowadzono wiek później, skończyły się niepowodzeniem. Niektórzy biografowie twierdzili, iż przyczyną niekonsekwencji Morana oraz jego licznych błędów były jedynie luki w pamięci, niewinna skłonność do idealizowania, a nawet starcze otępienie. Moran napisał i opublikował ostatnią wersję relacji w 1885, kiedy miał 65 lat.

## Przyczyna śmierci
Wszystkie karty leczenia szpitalnego oraz dokumenty, w tym akt zgonu, jeśli w ogóle istniały, zaginęły. Prawdziwa przyczyna śmierci Poego nie jest jasna, powstało jednak na ten temat wiele teorii. Biografowie pisarza dochodzili do różnych wniosków, poczynając od hipotezy Jeffreya Meyersa, że przyczyną była hipoglikemia, a kończąc na teorii Johna Evangelista Walsha o ukartowanym morderstwie. Brano także pod uwagę samobójstwo wywołane depresją. W 1848 Poe otarł się o śmierć, zażywając nadmierną dawkę laudanum, łatwo dostępnego środka używanego do uśmierzania bólu. Nie jest jasne, czy była to rzeczywiście próba samobójcza czy tylko pomyłka w dawkowaniu, niemniej owo zdarzenie nie miało prawdopodobnie wpływu na śmierć pisarza rok później.

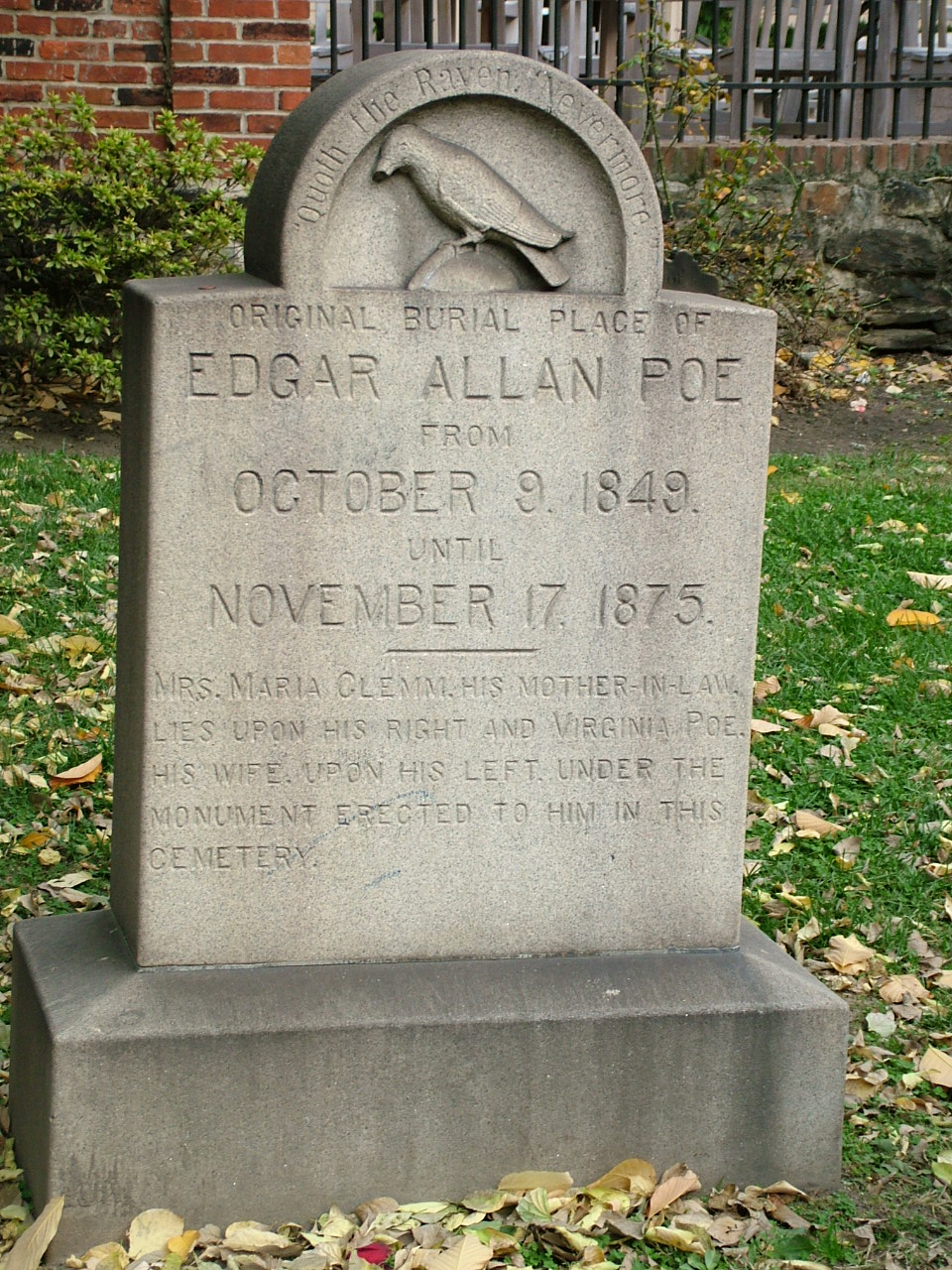
Pomnik wskazujący miejsce, gdzie pierwotnie złożono ciało pisarza

Snodgrass z całym przekonaniem rozpowszechniał pogląd, że przyczyną śmierci Poego był alkoholizm. Sam wspierał ruch alkoholowej wstrzemięźliwości i uważał, że osoba poety będzie dobrym przykładem uzasadniającym działalność tego stowarzyszenia. Zapiski Snodgrassa zostały jednak uznane za mało wiarygodne. W swojej relacji Moran sprzeciwiał się Snodgrassowi, mówiąc, że Poe nie był pod wpływem żadnego środka odurzającego. Twierdził, że nie czuł on „w oddechu pisarza nawet najlżejszej woni alkoholu”. Mimo to niektóre gazety wspominały o zapaleniu mózgu, co było powszechnym eufemizmem stosowanym w wypadku śmierci po zatruciu alkoholem, którą wtedy uważano za kompromitującą. W kilku opracowaniach sugerowano także, że Poe cierpiał na dipsomanię połączoną ze skłonnością do ekscesów alkoholowych, po których dana osoba nie jest w stanie przypomnieć sobie, co się jej przydarzyło.
Jednak wizerunek pisarza jako alkoholika niekontrolującego swojego zachowania również jest podawany w wątpliwość. Thomas Mayne Reid przyznawał, że „obaj uczestniczyli w różnych «zabawach», ale Poe nigdy nie przekraczał granicy «wesołości», na którą wszyscy sobie pozwalali. Skłonność do kieliszka była jedną z jego wad, ale trudno tu mówić o nałogu".
Niektórzy przypuszczają, że poeta był bardzo podatny na alkohol i mógł się wprawić w stan upojenia nawet jedną lampką wina. Poe pił tylko w czasie trudnych okresów życiowych i całymi miesiącami obywał się bez alkoholu. W chwili śmierci należał do stowarzyszenia abstynentów Sons of Temperance. William Glenn, który odbierał przysięgę abstynencką Poego, pisał wiele lat później, że nie było żadnych podstaw do twierdzenia, iż Poe podczas pobytu w Richmond złamał złożone przyrzeczenie. Sugestie o przedawkowaniu narkotyków także okazały się nieprawdziwe, choć nadal są przytaczane. Thomas Dunn English, lekarz i zdeklarowany przeciwnik Poego, obstawał przy stwierdzeniu, iż nie zażywał on narkotyków:

Nawet gdyby Poe uzależnił się od opium w czasach, kiedy go dobrze znałem (przed 1846), odkryłbym to jako lekarz i uważny obserwator. Często był u mnie w gabinecie, równie często odwiedzał mnie w domu i spotykaliśmy się także w innych miejscach. Nie widziałem u niego żadnych oznak i uważam to oskarżenie za bezpodstawne oszczerstwo.

Przez wiele lat sugerowano również inne przyczyny śmierci: ostre formy rzadkiej choroby mózgu, nowotwór mózgowy, cukrzycę, różne niedobory enzymów, kiłę, udar, majaczenie alkoholowe, padaczkę oraz zapalenie opon mózgowo-rdzeniowych. Lekarz John W. Francis badał Poego w 1848 i uważał, iż ten chorował na serce, choć sam pisarz temu zaprzeczał. Test próbki włosów Poego z 2006 wyklucza zatrucie ołowiem lub rtęcią, a także innymi metalami ciężkimi.
Zastanawiano się też, czy do śmierci pisarza nie przyczyniła się cholera. Poe przebywał w Filadelfii zimą 1849, gdy szalała tam epidemia tej choroby. Źle się czuł podczas pobytu w mieście i pisał do Marii Clemm, że mógł cierpieć na cholerę lub mieć jakieś skurcze.
Ponieważ Poe został znaleziony w dniu wyborów, na początku 1872 zasugerowano, że padł ofiarą tzw. coopingu. Ofiarom tego przestępstwa podawano narkotyki, żeby w różnych miejscach bezwolnie głosowały na określoną partię polityczną. Przez kilkadziesiąt lat w wielu biografiach pisarza właśnie coopingiem tłumaczono jego śmierć, choć w Baltimore Poe był prawdopodobnie zbyt znany, żeby to oszustwo mogło się udać.
Zaprezentowano także dowody wskazujące, że przyczyną śmierci Poego była wścieklizna.

## Pogrzeb
Skromny pogrzeb Poego odbył się o szesnastej, w poniedziałek, 8 października 1849. Tylko kilka osób uczestniczyło w ceremonii. Wuj pisarza, Henry Herring, zadbał o mahoniową trumnę, kuzyn Neilson Poe opłacił karawan, a żona Morana uszyła całun. Pogrzeb poprowadził wielebny W.T.D. Clemm, kuzyn żony Poego, Virginii. Obecni byli także dr Snodgrass, Zaccheus Collins Lee, prawnik z Baltimore i dawny kolega ze studiów na Uniwersytecie Virginia, kuzynka Elizabeth Herring wraz z mężem i były nauczyciel Joseph Clarke. Cała ceremonia trwała tylko kilka minut. Wielebny Clemm nie wygłosił kazania, gdyż uznał, że jest zbyt mało żałobników. Kościelny George W. Spence pisał, że „był to ciemny i ponury dzień, nie padał deszcz, ale atmosfera panowała surowa i złowieszcza”. Poe został pochowany w taniej trumnie bez uchwytów, tabliczki z nazwiskiem ani poduszki.
10 października 2009 urządzono ponowny, symboliczny pochówek, podczas którego aktorzy wcielili się w ówczesnych pisarzy i artystów, oddając twórcy hołd i czytając przemowy, zaczerpnięte z prac na temat Poego. Przygotowano kopię jego trumny oraz ciało wykonane z wosku.

## Miejsce pochówku

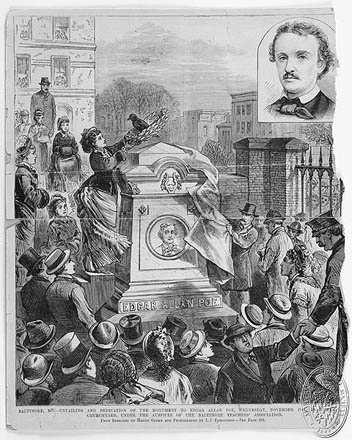
17 listopada 1875 szczątki pisarza zostały złożone w nowym grobie

Poe jest pochowany na cmentarzu Westminster Hall and Burying Ground, którego teren obecnie należy częściowo do wydziału prawa University of Maryland w Baltimore.
Miejsce pochówku znajdowało się w kwaterze narożnej, obok grobu dziadka pisarza, Davida Poego, i pierwotnie pozbawione było pomnika. Nagrobek z białego włoskiego marmuru, za który zapłacił kuzyn Neilson Poe, uległ zniszczeniu, nim zdołano go dostarczyć na cmentarz. Stało się to, gdy wykolejony pociąg przetoczył się przez plac, gdzie kamieniarz przechowywał płyty nagrobne. W miejscu pochówku ustawiono więc tylko niewielki słup z piaskowca i oznaczono go numerem 80. W 1873 poeta Paul Hamilton Hayne odwiedził grób Poego i opublikował artykuł, w którym zasugerował zakup stosowniejszego pomnika. Sara Sigourney Ric, nauczycielka z Baltimore, zbierała w tym celu fundusze, wykorzystując rozgłos, jaki zdobyła ta sprawa. Niektórzy jej uczniowie dawali publiczne występy, by zdobyć pieniądze. Do akcji przyłączyło się wiele osób z Baltimore i innych miejscowości Stanów Zjednoczonych. 650 dolarów nadesłał filadelfijski wydawca i filantrop George William Childs. Nowy pomnik jest dziełem mieszkańców Baltimore – został zaprojektowany przez architekta George A. Fredericka i wykonany przez pułkownika Hugh Sissona. Na pomniku widnieje medalion z podobizną Poego autorstwa Adalberta Volcka. Całkowity koszt pomnika wyniósł ok. 1500 dolarów.
Poe został ponownie pochowany 1 października 1875 w kwaterze przed kościołem, a poświęcenie nowego nagrobka odbyło się 17 listopada. Pierwotne miejsce pochówku oznaczono dużym kamieniem ofiarowanym przez Orina C. Paintera. Kamień ten zresztą początkowo został umieszczony w złym miejscu. W ceremonii uczestniczył m.in. Neilson Poe, który nazwał swojego kuzyna „jednym z najserdeczniejszych ludzi, jacy kiedykolwiek żyli”. Obecni byli także Nathan C. Brooks, John Snodgrass i John Hill Hewitt. Choć zaproszono wielu wybitnych poetów, zjawił się tylko Walt Whitman. Alfred Tennyson napisał z tej okazji wiersz, który odczytano podczas uroczystości.
Jest bardzo prawdopodobne, że pracownicy, zajmujący się ponownym pochówkiem, nie wiedzieli, iż wszystkie płyty cmentarne, wcześniej zwrócone na wschód, w 1864 zostały przesunięte w kierunku zachodniej bramy. Podczas ekshumacji pojawiły się trudności ze znalezieniem właściwego grobu. Omyłkowo wykopano zwłoki 19-letniego żołnierza z Marylandu, Philipa Moshera Juniora. Kiedy już właściwie zlokalizowano miejsce pierwszego pochówku, a trumna została otwarta, jeden ze świadków zapisał, „że czaszka była w bardzo dobrym stanie i z łatwością dało się dostrzec kształt czoła, tak typowy dla Poego”.
Dwa lata później szczątki jego żony Virginii także przeniesiono w to samo miejsce. W 1875 cmentarz, na którym spoczywała, został zniszczony; nie było już nikogo z bliskich, kto mógł się o nie zatroszczyć. William Gill, jeden z pierwszych biografów Poego, pozbierał kości Virginii i przechowywał je w pudełku pod łóżkiem. Ostatecznie złożono je do grobu 19 stycznia 1885, w miejscu spoczynku męża, w jego 76. urodziny i niemal 10 lat po wzniesieniu nagrobka, stojącego do dziś. W pochówku Virginii brał udział George W. Spence, który służył jako kościelny na pierwszym pogrzebie Poego oraz był obecny przy ekshumacji i ponownym pochówku.

## Sprawa Griswolda

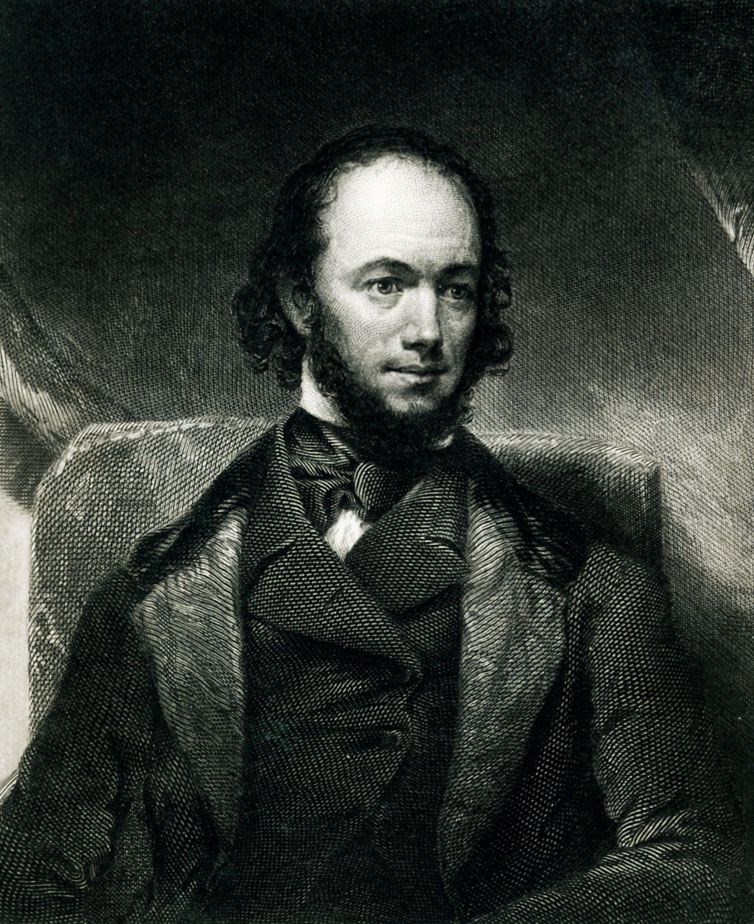
Rufus Wilmot Griswold

Po śmierci Poego ukazał się nekrolog podpisany pseudonimem Ludwig, którego autorem był, jak się później okazało, Rufus Wilmot Griswold, określający pisarza mianem „genialnej, acz zbłąkanej gwiazdy”. Uczestniczył w zniesławianiu Poego, chcąc, by został on znienawidzony. W nekrologu utrzymywał, że pisarz chodził po ulicach w delirium, mamrocząc do siebie, oraz że był niezwykle arogancki, łatwo wpadał w gniew i uważał innych ludzi za nikczemników. Większość tych stwierdzeń zaczerpnął niemal dosłownie z opisu Francisa Viviana, fikcyjnej postaci z The Caxtons Edwarda Bulwer-Lyttona. Nekrolog, początkowo przedrukowany na łamach New York Tribune, stał się szybko podstawą do późniejszych portretów Poego.
Griswold był agentem literackim kilku amerykańskich autorów. Nie jest pewne, czy posadę zaproponował mu sam Poe, czy też była to pomyłka lub podstęp Marii Clemm. Już w 1850 roku, wspólnie z Jamesem Russellem Lowellem i Nathanielem Parkerem Willisem, opublikował trzytomowy wybór prac twórcy z artykułem biograficznym zatytułowanym Memoir of the Author (Pamiętnik autora), w którym Poe został przedstawiony jako zdeprawowany narkoman, pijak i szaleniec. Wiele z tych stwierdzeń uznano za potwarz i zostały one potępione przez osoby, które dobrze znały pisarza, takie jak Sarah Helen Whitman, Charles Frederick Briggs, George Rex Graham. Opisy Griswolda stały się jednak popularne i przyjmowano je w dobrej wierze, gdyż był to jedyny dostępny tekst biograficzny o Poem. Ta szeroko przedrukowywana analiza ekscytowała czytelników zainteresowanych życiem "złego" człowieka. Wiele osób postrzegało Poego jako osobę podobną do fikcyjnych bohaterów jego utworów.
Dopóki w 1875 nie opublikowano biografii Johna Ingrama, tekst Griswolda był jedynym opisem życia pisarza. W 1941 Arthur Hobson Quinn udowodnił, że Griswold sfałszował i zmienił treść listów poety zamieszczonych w Pamiętniku autora. Mimo to wielu historyków korzystało z tej pracy. Stanowiła ona podstawę kolejnych opracowań, m.in. W.H. Davenporta z 1880, Thomasa R. Slicera z 1909 i Augustusa Hopkinsa Stronga z 1916. Tekst Griswolda zaistniał w świadomości społecznej w Stanach Zjednoczonych i poza nimi, stając się częścią legendy Poego, mimo wielu prób jej zmiany.

## Nawiązania w kulturze
Tajemnicze okoliczności śmierci Allana Edgara Poego stały się kanwą powieści Cień Poego (ang. Poe Shadow), którą napisał Matthew Pearl.